# Чунгур
Чунгур (Чжанур, Чжуанур) (1260 — 1322) — військовий і державний діяч часів династії Юань.

## Життєпис
Походив зі знатного кипчацького роду. Третій син Тутухи, голови кипчацької гвардії. Розпочав службу під орудою батька в гвардії імператора. 1287 року відзначився під час придушення повстання Наяна. За це призначається очільником 1 тис. охоронців Східного палацу імператорського двору. Потім під орудою Юерлу-тайші охороняв північний кордон імперії. Згодом брав участь у придушенні повстань в горах Бота.
1297 року після смерті батька призначається заступником Голови військового відомства. Того ж року відправлено на Алта, де в провінції Балінь повстав Теляньтай, якому Чунгур завдав рішучої поразки. На зворотному шляху білярічки Алейатакований чагатайськими військами на чолі із Бобо, але йому також було завдано поразки. 1298 року вимушений був придушувати чергове повстання на півночі.
1299 року імператор Оладжейту-Темур призначив Чунгура єдиним очільником кипчацької гвардії. 1301 року виступив проти чагатайського хана Дуви. Бої відбувалися в Хангайських горах. Зрештою Чунгур змусив супротивника відступити за Алтай. 1303 року отримав чин дучжихуші. У 1307 році після смерті Оладжейту-Темура разом з очільникам канглиської гвардії Асан-бугою і Інол-Токтою виступив на боці Хайсан-Хулуга, сприявши тому у захопленні влади. 1309 року отримав титул бегу-цзянь джунван.
1315 року виступив проти чергового чагатайського хана Есен-Буки, що відмовився визнавати зверхність імперії Юань. У битвах при Чимайгані та Чжаїрі завдав поразки чагатайським нойонам Єбуганю та Хубу-Темуру. У вирішальній битвів Турфані переміг власне есен-Буку, що ледве врятувався. Втім лише 1317 року Чунгур змусив того знову визнати зверхність імператора Аюрбарібади. За це отримав посаду члена імператорської ради, ставши одночасно міністром таємних справ та міністром центральних справ. Помер 1322 року, отримавши посмертно титлу янвана.